# Amblycerus nigromarginatus
Amblycerus nigromarginatus är en skalbaggsart som först beskrevs av Victor Ivanovitsch Motschulsky 1874.  Amblycerus nigromarginatus ingår i släktet Amblycerus och familjen bladbaggar. Inga underarter finns listade i Catalogue of Life.